# Albuca spiralis
Albuca spiralis ist eine Pflanzenart der Gattung Albuca in der Familie der Spargelgewächse (Asparagaceae). Das Artepitheton spiralis stammt aus dem Lateinischen, bedeutet ‚spiralförmig‘ und verweist auf die spiralförmigen Blätter.

## Beschreibung
Albuca spiralis ist eine Geophyt und wächst einzeln oder bildet durch Teilung kleine Gruppen. Die zwergigen Zwiebeln weisen eine Länge von 8 bis 25 Millimeter auf und sind 5 bis 25 Millimeter breit. Die Zwiebelspitzen sind exponiert. Die grünen, fleischigen Zwiebelschuppen vertrocknen grau und häutig. Die faserigen Wurzeln sind stielrund. Die 15 bis 20 grünen, drüsig-flaumharigen Laubblätter bilden eine basale Rosette. Sie sind aufrecht und an den Spitzen spiralförmig gebogen. Ihre stielrunde Blattspreite ist 2 bis 11 Zentimeter lang und 1 Millimeter breit. Die Blattoberseite ist an der Basis leicht rinnig. Die Laubblätter vertrocknen im Sommer.
Der Blütenstand erreicht eine Länge von 4 bis 5 Zentimeter und trägt ein bis fünf am Tag geöffnete, nickende Blüten. Die linealisch-lanzettlichen, drüsig-haarigen Brakteen sind bis zu 18 Millimeter lang und 4 Millimeter breit. Der nickende Blütenstiel ist 2 bis 2,5 Zentimeter lang. Die gelbe Blütenhülle weist eine Länge von bis zu 1,8 Zentimeter auf. Alle Staubblätter sind fruchtbar. Der prismatische Griffel ist so lang wie der Fruchtknoten. Die Narben besitzen drei lange feine Spitzen. Der verkehrt eiförmig-ellipsoide bis kugelförmige Fruchtknoten ist sechsfurchig und trägt in den mittleren Teilen hellgrüne Warzen. Die Blütezeit ist der Frühling.
Über die Früchte und Samen ist nichts bekannt.

## Systematik und Verbreitung

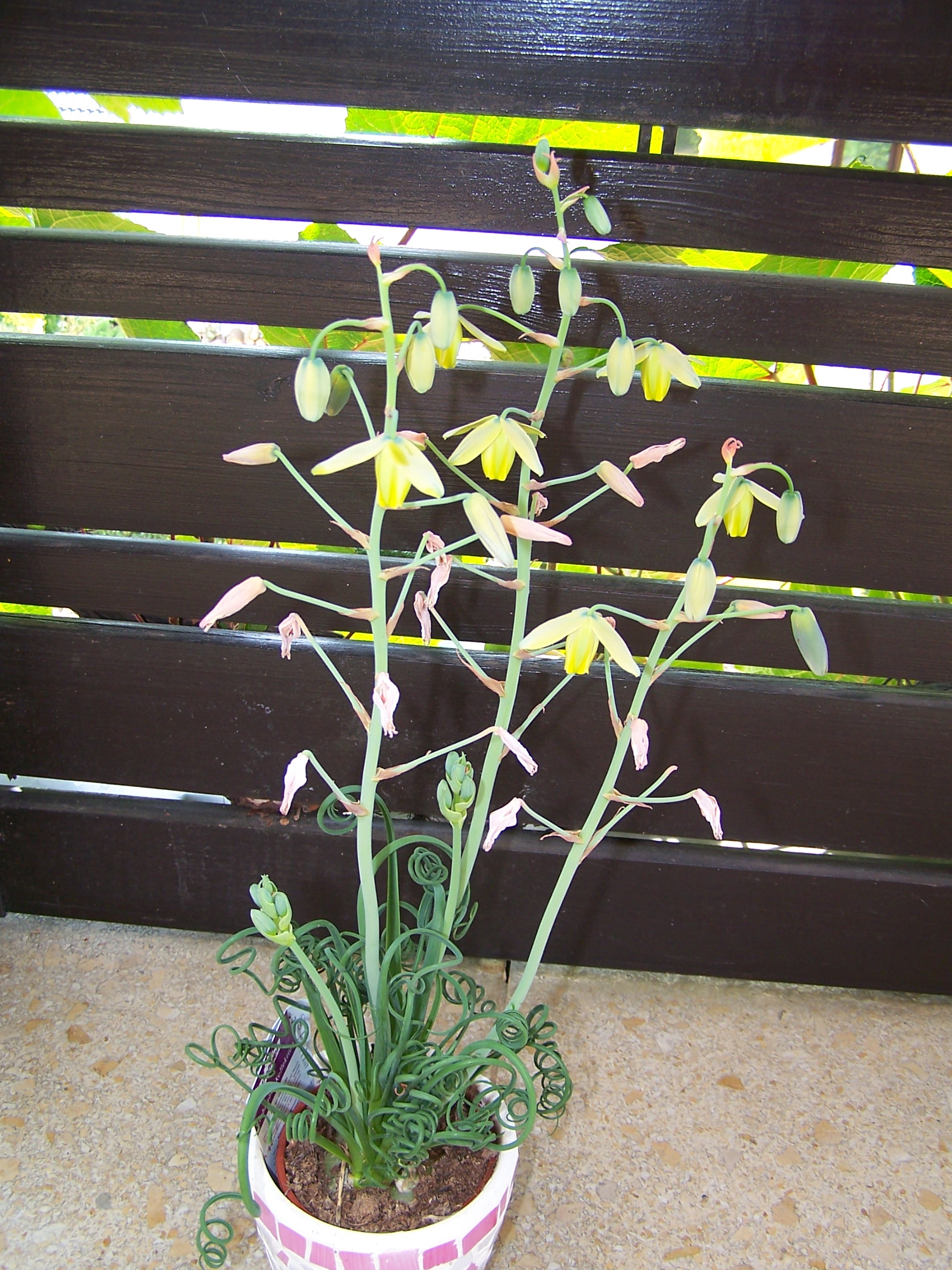
Albuca Spiralis ‘Frizzle Sizzle’ mit vertrockneten, geöffneten und noch geschlossenen Blüten (von unten nach oben) sowie zwei nachwachsenden Blütenstielen

Albuca spiralis ist in der südafrikanischen Provinz Westkap in den Winterregengebieten des Renostervelds verbreitet.
Die Erstbeschreibung durch den Sohn von Carl von Linné wurde 1782 veröffentlicht.
Synonyme sind Falconera spiralis (L.f.) Salisb. (1866, nom. inval.), Ornithogalum circinatum J.C.Manning & Goldblatt (2004, nom. illeg.) und Ornithogalum volutare J.C.Manning & Goldblatt (2006).
Das Cultivar Albuca spiralis ‘Frizzle Sizzle’ wurde 2011 patentiert. Es unterscheidet sich von der Art u. a. durch dickere und mehr Spiralblätter sowie einen höheren Wuchs.

## Nachweise